# Miguel Alfonso Pérez Aracil
Miguel Alfonso Pérez Aracil, kurz Miguel Pérez (* 28. Mai 1980 in Madrid) ist ein ehemaliger spanischer Fußballspieler.

## Spielerkarriere

### Die Anfänge
Der gebürtige Madrilene Miguel Pérez startete seine Karriere als Fußballer beim unterklassigen Verein CD Onda. Anschließend ging er zum Madrider Vorstadtverein FC Getafe. Mit Getafe stieg er in die Segunda División auf. Dennoch wechselte er den Verein und ging zu CD Numancia. Nach einem Mittelfeldplatz in der ersten Spielzeit stieg Miguel Pérez mit seiner neuen Mannschaft 2003/2004 in die Primera División auf. Nach nur einem Jahr stieg der Verein als Vorletzter aber auch schon wieder ab. Miguel Pérez war in seinen drei Jahren in Numancia immer Stammspieler.

### Die letzten Jahre
Nach dem Abstieg ging Miguel Pérez zum Zweitligisten Gimnàstic de Tarragona. Mit den Katalanen stieg er in seiner ersten Saison auf. Da er nur sieben Mal in der gesamten Aufstiegssaison eingesetzt wurde, zog er einen Wechsel vor und ging zum Erstliga-Absteiger Deportivo Alavés. Auch bei den Basken hatte er keinen Stammplatz und kam nur sehr selten zum Einsatz. Dies änderte sich mit seinem Wechsel zu UD Levante im Sommer 2008. Beim Absteiger gehörte er in der Saison 2008/09 zu den Stammkräften. Erst in der Spielzeit 2009/10, an deren Ende er zum dritten Mal in die Primera División aufstieg, wurden seine Einsätze seltener. In der Saison 2010/11 verletzte er sich zu Saisonbeginn und konnte sich im weiteren Verlauf seinen Platz nicht zurückholen. Ohne einen weiteren Einsatz beendete er im Jahr 2011 seine Laufbahn.

## Erfolge
- 2001/02 – Aufstieg in die Segunda División mit FC Getafe
- 2003/04 – Aufstieg in die Primera División mit CD Numancia
- 2005/06 – Aufstieg in die Primera División mit Gimnàstic de Tarragona
- 2009/10 – Aufstieg in die Primera División mit UD Levante